# إيفان ماغي
إيفان ماغي (بالإسبانية: Iván Maggi)‏ هو لاعب كرة قدم أرجنتيني في مركز الهجوم، ولد في 14 يونيو 1999 في لانوس في الأرجنتين. لعب مع نادي راسينغ.

## وصلات خارجية
- إيفان ماغي على موقع قاعدة بيانات كرة القدم.إي يو (الإنجليزية)
- إيفان ماغي على موقع Soccerway.com (الإنجليزية)